# Robert Simonds
Robert Bruce Simonds, Jr., född 1964 i Phoenix, Arizona, är en amerikansk filmproducent.

## Filmografi (i urval)
- 1990 – Satungen
- 1991 – Satungen 2
- 1994 – Airheads
- 1996 – Happy Gilmore
- 1998 – Half Baked
- 1998 – Wedding Singer
- 1998 – Waterboy
- 1999 – Big Daddy (exekutiv producent)
- 2000 – Little Nicky
- 2001 – Joe Dirt
- 2002 – Frank McKlusky, C.I.
- 2005 – Herbie: Fulltankad
- 2006 – Rosa pantern
- 2006 – The Shaggy Dog (exekutiv producent)
- 2007 – Bröllopsprovet
- 2009 – Rosa pantern 2
- 2010 – The Spy Next Door
- 2012 – This Means War